# Henk Badings
Henk Badings, właśc. Hendrik Herman Badings (ur. 17 stycznia 1907 w Bandungu na Jawie, zm. 26 czerwca 1987 w Maarheeze) – holenderski kompozytor.

## Życiorys
Jego ojciec służył w armii kolonialnej Holenderskich Indii Wschodnich. Osierocony w dzieciństwie, od 1915 roku mieszkał w Holandii. Poza lekcjami gry na skrzypcach nie otrzymał żadnego formalnego wykształcenia muzycznego. Zgodnie z wolą swoich opiekunów, przeciwnych jego artystycznym zainteresowaniom, rozpoczął studia geologiczne na Wyższej Szkole Technicznej w Delfcie, które ukończył w 1931 roku. Przez pewien czas pracował jako asystent instytutu paleontologii tej uczelni, odbywając kilka podróży badawczych po Europie.
W latach 30. pobierał naukę kompozycji u Willema Pijpera, pozostał jednak w znacznej mierze muzycznym autodydaktą. Od 1934 do 1937 roku wykładał kompozycję i harmonię w konserwatoriach w Amsterdamie i Rotterdamie. Dyrektor Liceum Muzycznego w Amsterdamie (1937–1941) i Królewskiego Konserwatorium w Hadze (1941–1945). W 1951 roku powołany na członka Académie royale des sciences, des lettres et des beaux-arts de Belgique.
W 1956 roku założył w Eindhoven studio muzyki elektronicznej. Wykładał akustykę na Uniwersytecie w Utrechcie (1960–1964) oraz kompozycję w Staatliche Hochschule für Musik und Darstellende Kunst w Stuttgarcie (1962–1972). W 1962 i 1963 roku prowadził gościnnie kursy muzyki elektronicznej na University of Adelaide w Australii. Odznaczony Prix Italia za operę radiową Orestes (1954) oraz nagrodą im. J. Wagenaara za całokształt twórczości (1967).

## Twórczość
Był płodnym kompozytorem, jego twórczość obejmowała większość gatunków muzycznych. Muzyka Badingsa mieści się w kanonach neoklasycyzmu, cechuje ją zwartość formy, a w dziełach symfonicznych kontynuacja linii wytyczonej przez Brahmsa, Regera i Hindemitha. Od początku lat 50. ważną część w jego twórczości zaczęła odgrywać muzyka elektroniczna, którą początkowo wprowadzał do utworów dramatycznych, a z czasem także czysto instrumentalnych. Eksperymentował z nowymi systemami dźwiękowymi. Opracował własną skalę z podziałem oktawy na 31 stopni, a także posługiwał się strojem z interwałami harmonicznymi, nawiązującym do ludowej muzyki jawajskiej.
Autor prac De hedendaagsche Nederlandse muziek (1936), Tonaliteitsproblemen in de nieuwe muziek (1951), Elektronische muziek (1957), Over 31-toon-stemming (1978).

## Ważniejsze kompozycje
(opracowano na podstawie materiałów źródłowych: Encyklopedia Muzyczna PWM, Historical Dictionary of Choral Music i Choral Music in the Twentieth Century)

### Symfonie
- I symfonia, 1930
- II symfonia na 16 instrumentów, 1932
- III symfonia, 1934
- IV symfonia, 1943
- V symfonia, 1949
- VI symfonia Psalmensinfonie z udziałem chóru, 1953
- VII symfonia Louisville-Symphony, 1955
- VIII symfonia Hannover-Sinfonie, 1956
- IX symfonia na orkiestrę smyczkową, 1960
- X symfonia, 1961
- XI symfonia Sinfonia giocosa, 1964
- XII symfonia Symphonische klankfiguren, 1964
- XIII symfonia na orkiestrę dętą, 1966
- XIV symfonia Symphonische triptiek, 1968

### Uwertury
- I Tragiczna, 1937
- II Heroiczna, 1937
- III Symfoniczna, 1942
- IV Prolog symfoniczny, 1942
- V uwertura, 1956
- VI Irlandzka, 1961

### Koncerty
- 4 koncerty skrzypcowe (I 1928, II 1933, III 1944, IV 1946)
- 2 koncerty na dwoje skrzypiec i orkiestrę (I 1954, II 1969)
- koncert altówkowy, 1965
- koncert na skrzypce, aktówkę i orkiestrę, 1965
- 2 koncerty wiolonczelowe (I 1930, II 1954)
- 2 koncerty fletowe (I 1956, II 1963)
- koncert saksofonowy, 1951
- koncert na fagot, kontrafagot i orkiestrę, 1964
- 2 koncerty fortepianowe (I 1940, II Atlantische dansen 1955)
- 2 koncerty na organy i orkiestrę (I 1952, II 1966)
- koncert na harfę i orkiestrę kameralną, 1967

### Opery
- De Nachtwacht, wyst. Antwerpia 1950
- kameralna opera buffa Liebesränke, wyst. Hilversum 1948
- Martin Korda, D.P., wyst. Amsterdam 1960
- opery radiowe Orestes (1954) i Asterion (1957)
- opera telewizyjna Salto mortale (Salzburg 1959)

### Balety
- Balletto grotesco, wyst. Rotterdam 1939
- Orpheus en Euridike, wyst. Amsterdam 1941
- Joanna d’Arc, 1947

### Utwory elektroniczne
- balety Kain i Abel (wyst. Haga 1956), Variations électroniques (1957 jako muzyka filmowa, wyst. Salzburg 1961 pt. Marionetten), Evolutionen (wyst. Hanower 1956), Genèse (1958), Jungle (wyst. Amsterdam 1959), Die Frau von Andros (wyst. Hanower 1960)
- Sonatina, 1955
- Elektromagnetische Klangfiguren, 1959
- Capriccio na skrzypce i taśmę, 1959
- oratorium Jonah, 1962
- Toccata I, 1964
- Toccata II, 1964
- Chaconne na trąbkę i taśmę, 1965
- Pittsburgh Concerto na orkiestrę dętą, perkusję i taśmę, 1965
- Genesis na chór mieszany, tenor, bas, perkusję i taśmę, 1967
- Counterpoints na fortepian i taśmę, 1970

### Inne utwory
- Kantate II na sopran, chór kameralny i orkiestrę kameralną, 1937
- Trois chansons bretonnes na chór mieszany, 1946
- cykl 14 pieśni Maria na głosy solowe, chór mieszany, flet i wiolonczelę, 1947
- Missa brevis na chór mieszany, 1946
- oratorium Apocalypse na sopran, alt, tenor, bas, recytatora, chór mieszany i orkiestrę, 1948
- Ballada na flet i harfę, 1950
- Six Christmas Songs na chór żeński, 1950
- Cavatina na flet altowy i harfę, 1952
- Languetibus in purgatorio, 1959
- Psalm 147 na chór dziecięcy, chór kameralny, chór i orkiestrę, 1959
- Drie Lucebertliederen na chór męski i taśmę, 1964
- Hymnus Ave Maris Stella na chór żeński i orkiestrę, 1965
- Kantate VII (Ballade van die bloeddorstige Jagter) na głosy solowe, chór, orkiestrę i taśmę, 1970
- St. Mark Passion na solistów, chór mieszany, orkiestrę i taśmę, 1971
- Whitman Cantata na recytatora, chór i instrumenty dęte, 1973
- Cinq poèmes chinois na chór mieszany, 1973
- Requiem, 1978
- Missa antiphonica, 1985

Ponadto liczne utwory kameralne na różne zestawy instrumentów, pieśni na głos i fortepian oraz głos i orkiestrę, muzyka teatralna i filmowa.